# Nathaniel Lord Britton
Nathaniel Lord Britton (Staten Island, 15 de enero de 1857-Nueva York, 26 de junio de 1934) fue geólogo, botánico y taxónomo estadounidense.

## Biografía
Nació en 1857 en Staten Island. Sus padres querían conducirlo hacia una carrera religiosa, sin embargo sus educadores de la Staten Island Academy despertaron en él, un interés hacia las Ciencias Naturales. Desde su más temprana edad fue creando una colección botánica, dado su interés en la botánica, que se vio reforzado cuando visitó el Columbia College Herbarium.
Continuó sus estudios en el Columbia College School of Mines, donde obtuvo la graduación en geología, mineralogía, y paleobotánica en 1875. Poco después, junto con su amigo Arthur Hollick, se afiliaron al Torrey Botanical Club, donde publicó en sus boletines los descubrimientos que iba haciendo, y donde conoció a los botánicos más importantes de su época. En este club fue donde maduró la idea de fundar un Jardín Botánico en Nueva York.
Britton y su amigo Arthur Hollick trabajaron como asistentes de campo en la investigación geológica de Nueva Jersey (1879-1884), viajando por el territorio de Wyoming recolectando fósiles. Después de esto publicaría su The Flora of Richmond County, New York, basado en sus investigaciones botánicas de Staten Island. Durante este periodo,Britton y la brióloga Elizabeth Gertrude Knight llegaron a ser los miembros líderes del New York City's Torrey Botanical Club. Su matrimonio en agosto de 1885 se basaba entre otras afinidades, por sus mutuos intereses en botánica y en sus aspiraciones de sus respectivas carreras. Ambos trabajaron al frente del movimiento por la fundación del Jardín Botánico de Nueva York.
El Torrey Botanical Club editó una circular pública en 1889 solicitando la creación de un Jardín botánico, y dos años después por un acta del legislativo de New York State; se fundó el New York Botanical Garden (NYBG). Como profesor de Geología y de Botánica de la Universidad de Columbia, estaba como director-conservador del Herbario y de la biblioteca botánica, volviéndosele a confirmar en 1895 como primer director en jefe del Jardín Botánico. Con acuerdos con la universidad de Columbia, las colecciones se fueron incrementando.
En un encuentro en el Botanical Club de la asociación americana para el avance de la ciencia en 1892, desarrolló y promulgó un grupo de reglas sobre la nomenclatura botánica, conocidas como The Rochester Code (poco después, con modificaciones, se llamaría The American Code). Abanderó con el Código de Rochester (Rochester Code) el concepto de tipo, un espécimen de herbario con el que el nombre está permanentemente asociado, y un rígido sistema de asignación de prioridad de nombres a las entidades botánicas. Sin embargo el asunto de la nomenclatura botánica entró en conflicto con los botánicos europeos en una batalla de puntos de vista diferentes que no concluyó hasta después de la muerte de Britton.
De 1896 a 1898 publicó la obra de referencia del estudio florístico de Norteamérica, An Illustrated Flora of the Northern United States and Canada. Obra financiada por Judge Addison Brown, el trabajo sería reconocido como la flora ilustrada de Britton & Brown. En 1902 el matrimonio Britton comenzó la primera de sus excursiones anuales al Caribe. La investigación tropical de Britton culminaría en la investigación científica de Puerto Rico con los apoyos del Jardín Botánico de Nueva York, y la Academia de Ciencias de Nueva York, que sería publicado en ocho partes durante los años 20.

## Premios y reconocimientos
Nathaniel Britton recibió en 1929 la condecoración de la medalla de plata Cornelius Amory Pugsley como reconocimiento a la fundación del New York Botanical Garden.

## Eponimia
Géneros
- (Cactaceae) Brittonia Hort.[1]
- (Fabaceae) Brittonia Kuntze[2]
- (Lamiaceae) Brittonastrum Briq.[3]
- (Malpighiaceae) Brittonella Rusby[4]

Revista
- Brittonia

## Obra
- Manual of the flora of the Northern States and Canada. 1901
- North American Trees. 1908. Con Joseph Adolf Shafer
- The Flora of Richmond County, New York. Britton
- An Illustrated Flora of the Northern United States, Canada, & the British Possessions Britton. 1896. 3 vols. 1913 (en línea). Con Addison Brown
- The Flora of the American Virgin Islands. En: Brooklyn Botanic Garden Memoirs 1, 1918: 19–118 (en línea)
- The Cactaceae Britton & Joseph Nelson Rose. 4 vols. 1926
- The Flora of Bermuda Britton & Charles F. Millspaugh. 1918
- The Bahama Flora Britton & Charles F. Millspaugh. 1920
- Flora Borinquena Britton. 1934